# Gaston de Bezaure
Georges Gaston d'Astoaud de Servan de Bezaure (Cavaillon, 26 janvier 1852 - Beaumont-du-Périgord, 8 novembre 1917), est un diplomate et voyageur français.

## Biographie
Interprète au consulat de France à Shanghai, il se lance en 1875 dans une grande expédition dans le Sichuan. Il remonte ainsi sur un steamer le Yangzi Jiang, passe à Xinjiang, Nankin, Jiujiang et Han-Kéou où il débarque pour parcourir, en jonques, les grandes plaines rizicoles. Il franchit les rapides d'Itchang et pénètre dans le Sichuan. 
Il visite Chongqing et Suzhou, remonte la vallée du Min-Ho et arrive à Chengdu où, représentant officiel de la France, il rencontre le vice-roi, un maréchal tartare et l'évêque du Tibet, Mgr Chauveau. Après trois semaines dans la ville et dans ses environs, il regagne Han-Kéou et Shanghai par son trajet aller. 
Gaston de Bezaure est consul de France à Hong-Kong de 1889 à 1892. 
Consul général de France à Shanghai (1897-1901), il fut le supérieur direct de Paul Claudel.

## Œuvres
- Le Fleuve bleu. Voyage dans la Chine occidentale, 1879
- La Chine chinoise, 1898
- Le pays du Fleuve bleu, 1899